# Воробей, Николай Николаевич
Николай Николаевич Воробей (бел. Мікалай Мікалаевіч Варабей или Верабей; род. 4 мая 1963, УССР) — белорусский бизнесмен, владелец компаний «Интерсервис» и «Нефтебитумный завод» по оптовой торговле нефтепродуктами, «Абсолютбанка» и других компаний. Совместно с Александром Зайцевым и Алексеем Олексиным владеет компанией «Бремино Групп» — оператором особой экономической зоны «Бремино-Орша». Владеет также контрольным пакетом акций украинского нефтепродуктопровода «ПрикарпатЗападтранс». Большинство бизнес-проектов реализует совместно с Александром Шакутиным.
С конца 2020 на Воробья и его основные компании наложены санкции Европейского Союза и ряда других западных стран. В августе 2021 года к санкциям присоединились и США.

## Биография
Подробности биографии Воробья неизвестны.
Родился предположительно в 1963 году в Украинской ССР и окончил исторический факультет Киевского университета.
В единственном интервью, данном сайту TUT.BY, сообщил, что постоянно проживает на территории Республики Беларусь после службы в армии в 1985-87 годах.
Предположительно работал мастером на станции техобслуживания автомобилей в Новополоцке. Также назывался в прессе «выходцем с „Нафтана“».
С 1994 года возглавлял ООО «Автоимпорт». В 2016 году бизнесмен, член Совета Республики Национального Собрания Республики Беларусь Александр Шакутин заявил, что дружит с Воробьём около 20 лет. Обстоятельства прихода Воробья в крупный бизнес неясны.
В начале 2010-х годов стал известен как совладелец «Интерсервиса» (совместно с Шакутиным) — одного из крупнейших частных нефтетрейдеров в Республике Беларусь. Принадлежность компании Воробью первоначально подвергалась сомнению, его считали подставным лицом, но в 2014 году заявленная ранее структура владения была признана официально при покупке «Абсолютбанка». Впоследствии сообщалось о разделе ими компании: Воробью отходила торговля нефтепродуктами («Нефтебитумный завод»), Шакутину — машиностроение («Амкодор»).
В 2018 году издание «Ежедневник» поставило Воробья на 17-е место в «ТОП 200 успешных и влиятельных бизнесменов Беларуси».
17 декабря 2020 года Совет Европейского Союза ввёл санкции против ряда белорусских чиновников, а также двух предпринимателей — Воробья и Шакутина. Санкции предусматривали запрет на въезд в Евросоюз и заморозку активов. При обосновании введения санкций отмечалось, что Воробей получает выгоду от поддержки режима Лукашенко как бизнесмен (в частности, как совладелец «Бремино Групп», которая пользуется различными видами государственной поддержки).
Через несколько дней «Абсолютбанк» обновил информацию о конечных собственниках: доли владения «Интерсервисом» и «Красным Бором» были разделены между тремя менеджерами, а имя Воробья исчезло из числа собственников; прежняя структура собственников (Н. Н. Воробей — 99 %, его жена — 1 %) сохранилась в архиве Интернета.
В декабре 2021 года BYPOL выпустил расследование о дорогих автомобилях, которые дарили Александру Лукашенко. По данным авторов расследования, Николай Воробей подарил ему электромобиль Tesla Model S и выпущенный в 1947 году ЗИС-110, общей стоимостью свыше полумиллиона долларов США.

## Активы
Основной бизнес — оптовая торговля нефтепродуктами на белорусском рынке и их экспорт (в основном в Евросоюз и Украину). Главный актив — ООО «Интерсервис» было зарегистрировано в 1998 году; основная сфера деятельности в 2016 году — «оптовая торговля мазутом топочным». В начале 2010-х годов компания подозревалась в «серых» схемах поставок российских и белорусских нефтепродуктов в Евросоюз. Компания предлагала дизельное топливо экспортное ТДЭ EN 590, битумную смесь для дорожных покрытий, различные органические растворители, продукт остаточной переработки гудрона. В 2019 году основной деятельностью ООО «Интерсервис» на официальном сайте называлась «торговля лесоматериалами, санитарно-техническим оборудованием и строительными материалами», однако у компании были две действующие лицензии, выданные концерном «Белнефтехим», на оптовую торговлю нефтепродуктами (в том числе импортными), выданных в 2013 году; ещё одна лицензия была выдана ныне недействующему СООО «Ойлинтерсервис», зарегистрированному по тому же адресу, что и «Интерсервис».
В 2012 году «Интерсервис» приватизировал государственное предприятие по производству битумов для дорожного строительства и других нефтепродуктов «Вёска-Эмульбит» в Червенском районе Минской области и переименовал его в «Нефтебитумный завод». Первоначально завод купила российская компания более чем за 30 млн долларов (265 млрд рублей), но отказалась от покупки после того, как выяснилось, что имущество завода частично находилось в залоге. По результатам новых торгов «Интерсервис» заплатил за предприятие 4,5 млн долларов. В 2012 году Александр Лукашенко передал «Интерсервису» в собственность комплекс закрытого Новополоцкого завода белково-витаминных концентратов (построен в 1980-е годы для выпуска кормовых добавок для животноводства), на базе которого планировалось построить третий нефтеперерабатывающий завод в стране. Из-за изменения внешней конъюнктуры проект был отложен, но в 2019 году компании было опять поручено перепрофилирование завода белково-витаминных концентратов. В 2019 году «Нефтебитумный завод» купил контрольный пакет нефтепродуктопровода «Прикарпатзападтранс», проходящего по территории Украины и предназначенного для перекачки светлых нефтепродуктов из России в Украину и дальше на запад (доля трубопровода в поставках дизтоплива в Украину оценивалась в 40 %). Совладельцем этого нефтепродуктопровода называется Виктор Медведчук. Ранее Воробей пытался выйти на украинский рынок электрогенерации, подав документы на аукцион по продаже доли «Центрэнерго», но заявка была отклонена. 19 февраля 2021 года Совет национальной безопасности и обороны Украины постановил национализировать «Прикарпатзападтранс».
В 2013 году в результате дополнительной эмиссии «Интерсервис» стал владельцем крупного пакета акций машиностроительного холдинга ОАО «Амкодор».
В 2013 году Николай Воробей и Александр Зайцев зарегистрировали «Бремино Групп» (впоследствии к двум учредителям присоединился Алексей Олексин). В конце 2010-х годов «Бремино Групп» начали проект по созданию крупного мультимодального промышленно-логистического комплекса в Оршанском районе Витебской области — застройка территории бывшего военного аэродрома Болбасово и прилегающей территории. После того, как «Бремино Групп» начала реализацию этого проекта, в 2018—2019 годах он получил различные льготы. Указ Президента Республики Беларусь от 31 декабря 2018 года № 506 «О развитии Оршанского района Витебской области» освободил предприятия района от уплаты НДС при ввозе технологического оборудования, снизил отчисления на пенсионное страхование, платёж в Фонд социальной защиты населения, размер арендной платы за земельные участки, ввёл мораторий на проведение выборочных проверок. Указ Президента Республики Беларусь от 21 марта 2019 года № 106 «О создании особой экономической зоны „Бремино-Орша“» ввёл специальный правовой режим для комплекса этой компании на 50 лет. Резиденты были освобождены от налога на прибыль в отношении прибыли от реализации товаров, работ, услуг на территории ОЭЗ на 9 лет, от налога на недвижимость на 20 лет, от подоходного налога, налога на дивиденды и приравненные к ним доходы в течение 5 лет с момента объявления прибыли, от НДС и таможенной пошлины при ввозе различного оборудования и транспорта, а также были предоставлены иные льготы и преференции. Экономист Ярослав Романчук сравнил получивших льготы и преференции владельцев «Бремино Групп» с «протоолигархами», которые при поддержке государства «превращаются в полноценных олигархов».
В 2014 году «Интерсервис» купил «Абсолютбанк» и был вынужден раскрыть всех конечных бенефициаров (обязательное требование для белорусских банков). На тот момент момент половина доли в «Интерсервисе» была оформлена на «Охотничье хозяйство „Красный Бор“» с Воробьём в качестве единственного владельца; по состоянию на 2019 год ООО «Красный Бор» принадлежит (по информации с официального сайта ООО «Интерсервис») уже 100 % доли в ООО «Интерсервис». Воробью по состоянию на 2016 год принадлежало 99 % «Красного Бора», ещё 1 % был у жены. Расположенное на севере Витебской области охотничье хозяйство «Красный Бор» считается одним из крупнейших в стране. В 2016 году для хозяйства была закуплена в Литве крупная партия в 56 благородных оленей и 143 европейских лани.
Компании Николая Воробья и Алексея Олексина называются в СМИ предположительными учредителями ЗАО «Новая нефтяная компания», зарегистрированной в 2020 году и начавшей деятельность с экспорта 1,2 млн тонн мазута производства государственного Новополоцкого нефтеперерабатывающего завода (ОАО «Нафтан»). Компании Николая Воробья также являются одними из экспедиторов нефтепродуктов в Украине.
Первая компания Воробья «Автоимпорт» (зарегистрирована по тому же адресу, что и ООО «Интерсервис»), по сведениям издания «Ежедневник», владеет недвижимостью в Новополоцке (ресторан, автостоянка). «Интерсервис» же участвует в застройке элитного квартала возле микрорайона Дрозды в Минске. Некоторое время «Интерсервис» занимался переработкой молока (небольшой пакет акций Туровского молочного комбината).
В начале 2013 года совместно с Шакутиным начал спонсировать певицу Алёну Ланскую, которая представила Республику Беларусь на конкурсе Евровидение в 2013 году. Воробей входил в правление Белорусской федерации тенниса, возглавляемой Шакутиным.
В конце 2020 года Воробей пытался купить украинский БТА-банк, но Национальный банк Украины запретил покупку банка Воробьём.
В сентябре 2022 года «Беларусский расследовательский центр» и Dossier заявили, что семья Воробья владеет активами в Австрии, в том числе квартирами в Вене и горным шале, а его давним партнёром является Максимилиан-Кристоф фон Габсбург-Лотарингский.

## Международные санкции
17 декабря 2020 года Воробей был включён в Чёрный список ЕС, в частности за совладение «Бремино Групп», компанией, «которая пользуется налоговыми льготами и другими формами поддержки со стороны белорусской администрации». В июне 2021 года также под санкции ЕС попали АО «ННК» (Новая нефтяная компания) и ООО «Бремино групп» как компании Воробья, «извлекающие выгоду от режима Лукашенко». Кроме того, к этим санкциям присоединилась  Канада, а Воробья в свои санкционные списки включила Великобритания,. В марте 2021 года Швейцария внесла в свой санкционный список Воробья, а в июле добавила АО «ННК» и ООО «Бремино групп».
Албания, Исландия, Лихтенштейн, Норвегия, Северная Македония, Черногория присоединились к декабрьскому пакету санкций ЕС 26 января, а к июньскому — 6 июля 2021 года.
9 августа 2021 года Воробей также был внесён в список специально обозначенных граждан и заблокированных лиц США. Кроме того, под американские санкции попали и компании Воробья: «БелКазТранс» и «БелКазТранс Украина», «ННК» и «ННК Восток», «Интерсервис», «Абсолютбанк», «Бремино групп», «Нефтебитумный завод».
После вторжения России в Украину в 2022 году Воробей, «Бремино групп» и «ННК» попали под санкции Японии, а Канада включила в свой санкционный список «Абсолютбанк» и дочь Воробья Екатерину Смушкович.
Указом президента Украины Владимира Зеленского от 19 октября 2022 года Воробей, «ННК», «Бремино групп» находятся под санкциями Украины.
В ноябре 2023 года Европейский суд общей юрисдикции отказался снять санкции ЕС с Николая Воробья.

## Семья
Жена — Тамара Яковлевна, владелец 1 % ООО «Красный Бор»